# Katastralgemeinde Grades
Die Katastralgemeinde Grades (ursprünglich: Markt Grades) ist eine von vier Katastralgemeinden der Marktgemeinde Metnitz im Bezirk Sankt Veit an der Glan in Kärnten. Sie hat eine Fläche von 258,97 ha.
Die Katastralgemeinde gehört zum Sprengel des Vermessungsamtes Klagenfurt.

## Lage
Die Katastralgemeinde liegt im Nordwesten des politischen Bezirks Sankt Veit an der Glan, im oberen Metnitztal. Sie umfasst den Ort Grades und dessen nähere Umgebung rechtsseitig (bzw. südlich) des Metnitzbachs. Die Katastralgemeinde erstreckt sich über eine Höhenlage von 735 Metern am Metnitzbach bis zu 1014 Metern an den Hängen südwestlich der Wallfahrtskirche St. Wolfgang ob Grades.

## Ortschaften
Jeweils zur Gänze auf dem Gebiet der Katastralgemeinde Grades befinden sich die Ortschaften Grades (einschließlich der Ortschaftsbestandteile Schloss Grades und Niedermarkt sowie der Wallfahrtskirche St. Wolfgang ob Grades) und Maria Höfl. Teilweise auf dem Gebiet der Katastralgemeinde Grades befindet sich die Ortschaft Zwatzhof.

## Vermessungsamt-Sprengel
Die Katastralgemeinde gehört seit 1. Jänner 1998 zum Sprengel des Vermessungsamtes Klagenfurt. Davor war sie Teil des Sprengels des Vermessungsamtes St. Veit an der Glan.

## Geschichte
Ende des 18. Jahrhunderts wurden die Kärntner Steuergemeinden (später: Katastralgemeinden) gebildet und Steuerbezirken zugeordnet. Die Steuergemeinde Grades wurde Teil des Steuerbezirks Grades. 
Im Zuge der Reformen nach der Revolution 1848/49 wurden die Steuerbezirke aufgelöst und die Möglichkeit geschaffen, dass sich mehrere Katastralgemeinden zu einer Ortsgemeinde zusammenschließen konnten. So entstand aus dem Zusammenschluss der Katastralgemeinden Markt Grades und Feistritz die neue Marktgemeinde Grades. Die Größe der Katastralgemeinde Metnitz Land wurde 1854 mit 451 Österreichischen Joch und 297 Klaftern (ca. 259 ha, was weitgehend der heutigen Fläche entspricht) angegeben. 1961 wurde die Fläche der Katastralgemeinde mit 259,2081 ha angegeben, 1991 mit 259,11 ha. 1854 hatte die Katastralgemeinde 297 Einwohner, 1865 waren es 303.
Die Katastralgemeinde Metnitz Markt gehörte ab 1850 zum politischen Bezirk Sankt Veit an der Glan und zum Gerichtsbezirk Friesach. 1854 bis 1868 gehörte sie zum gemischten Bezirk Friesach. 1868 kam sie zum politischen Bezirk Sankt Veit an der Glan, zu dem sie bis heute gehört. Was die Gerichtsbarkeit betrifft, kam sie 1868 zum Gerichtsbezirk Friesach; seit dessen Auflösung 1978 gehört sie zum Gerichtsbezirk Sankt Veit an der Glan. 
1973 kam es zum Zusammenschluss der Gemeinden Grades und Metnitz zur heutigen Marktgemeinde Metnitz.

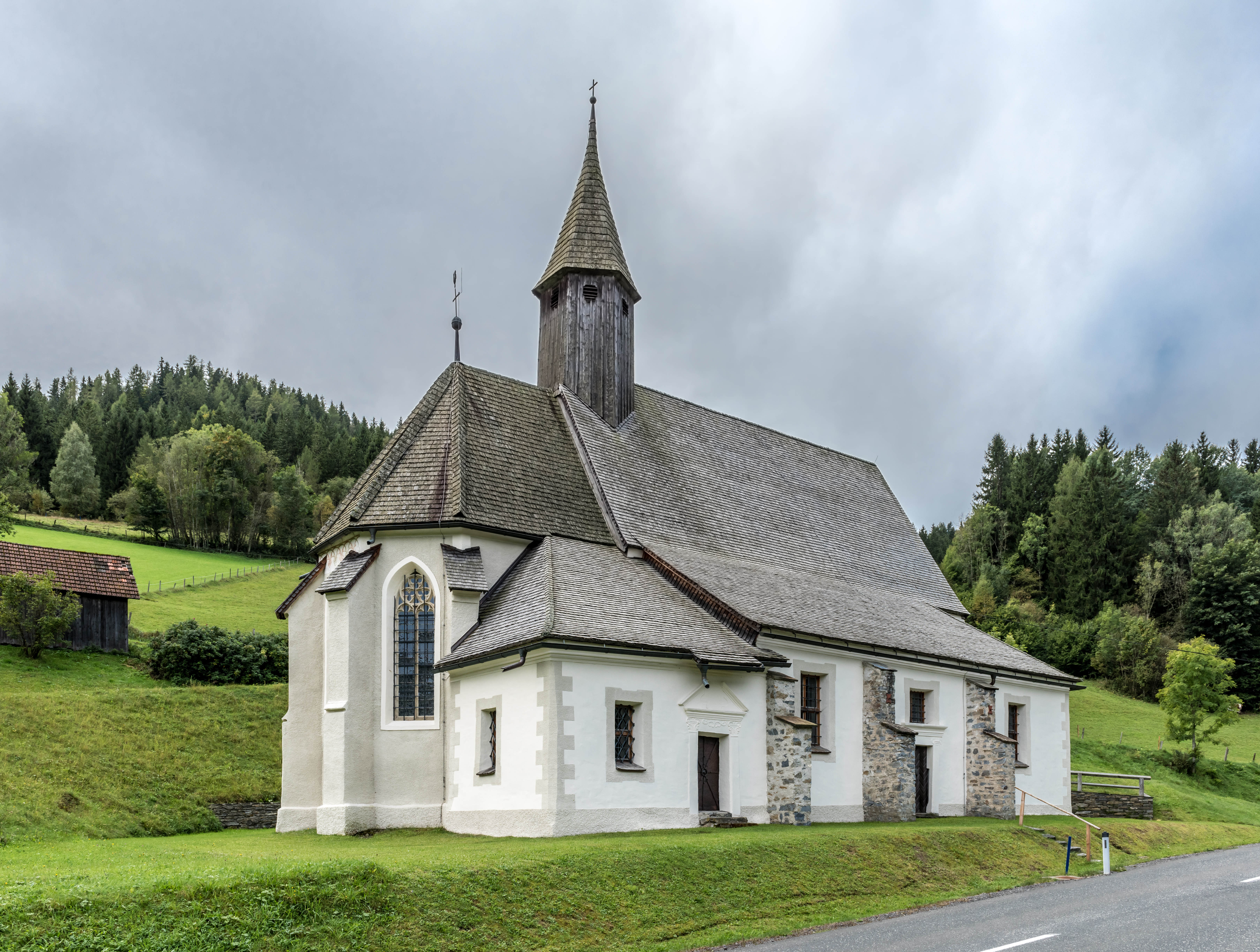
Filialkirche Maria Höfl
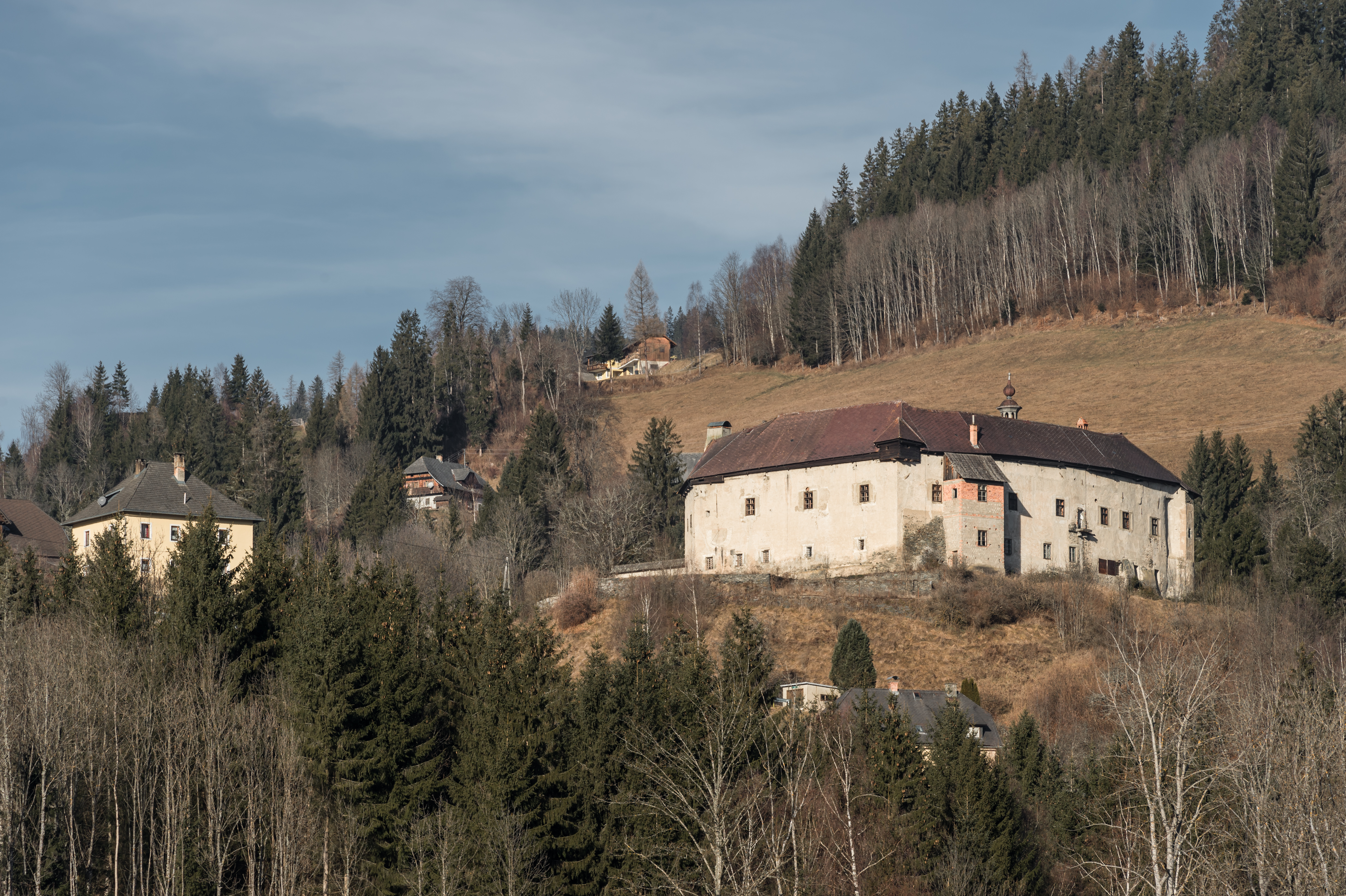
Schloss Grades
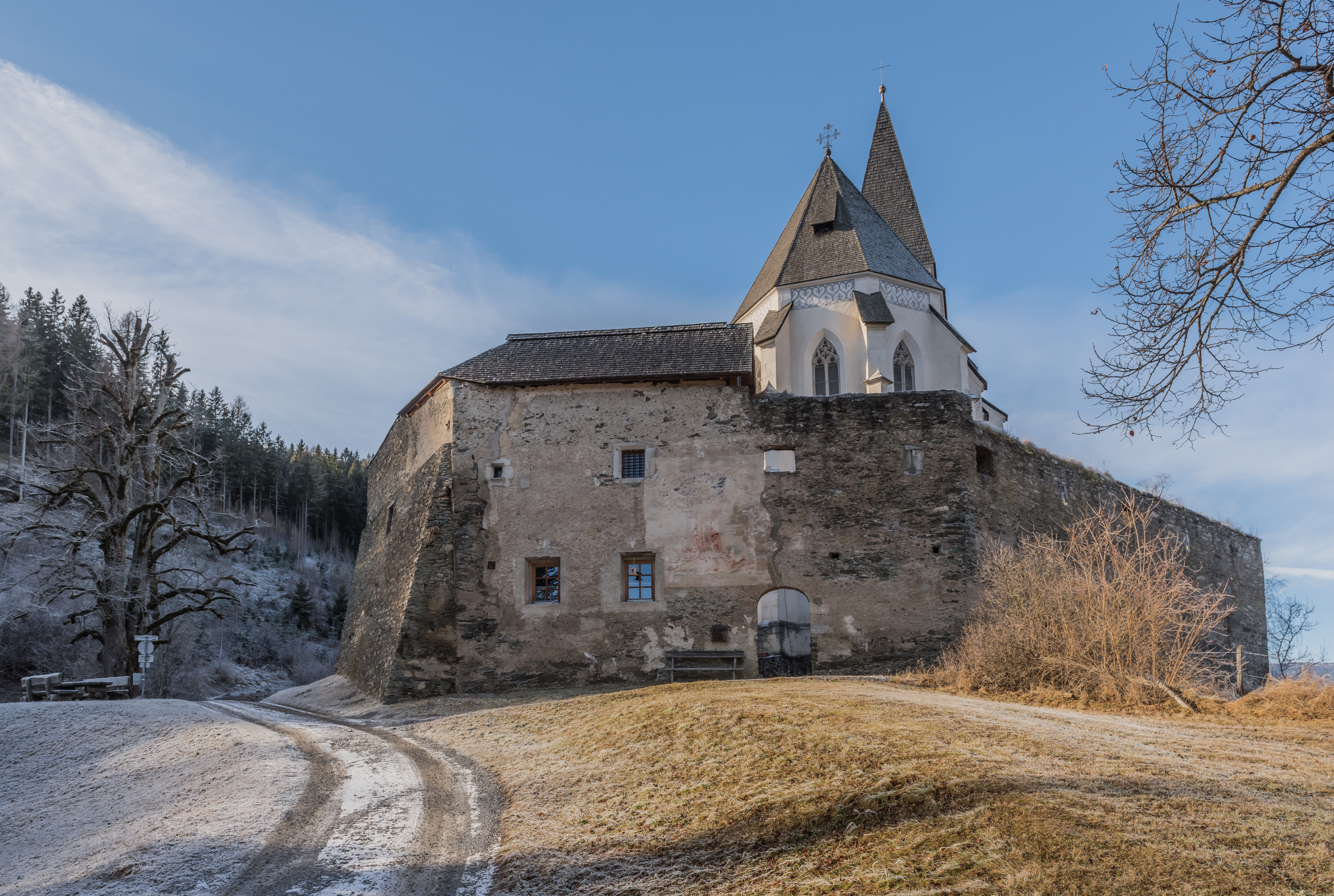
Wallfahrtskirche St. Wolfgang ob Grades
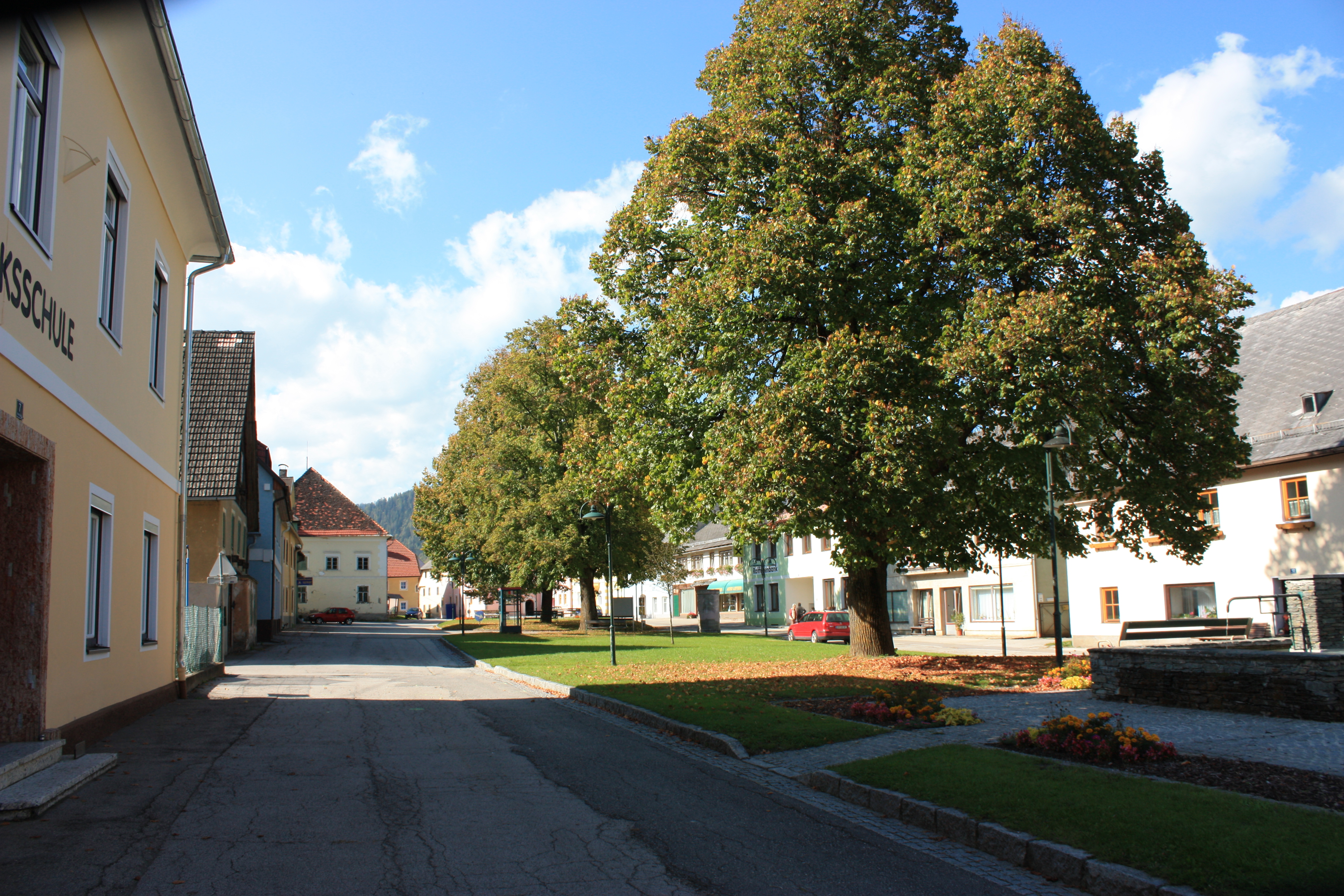
Hauptplatz Grades
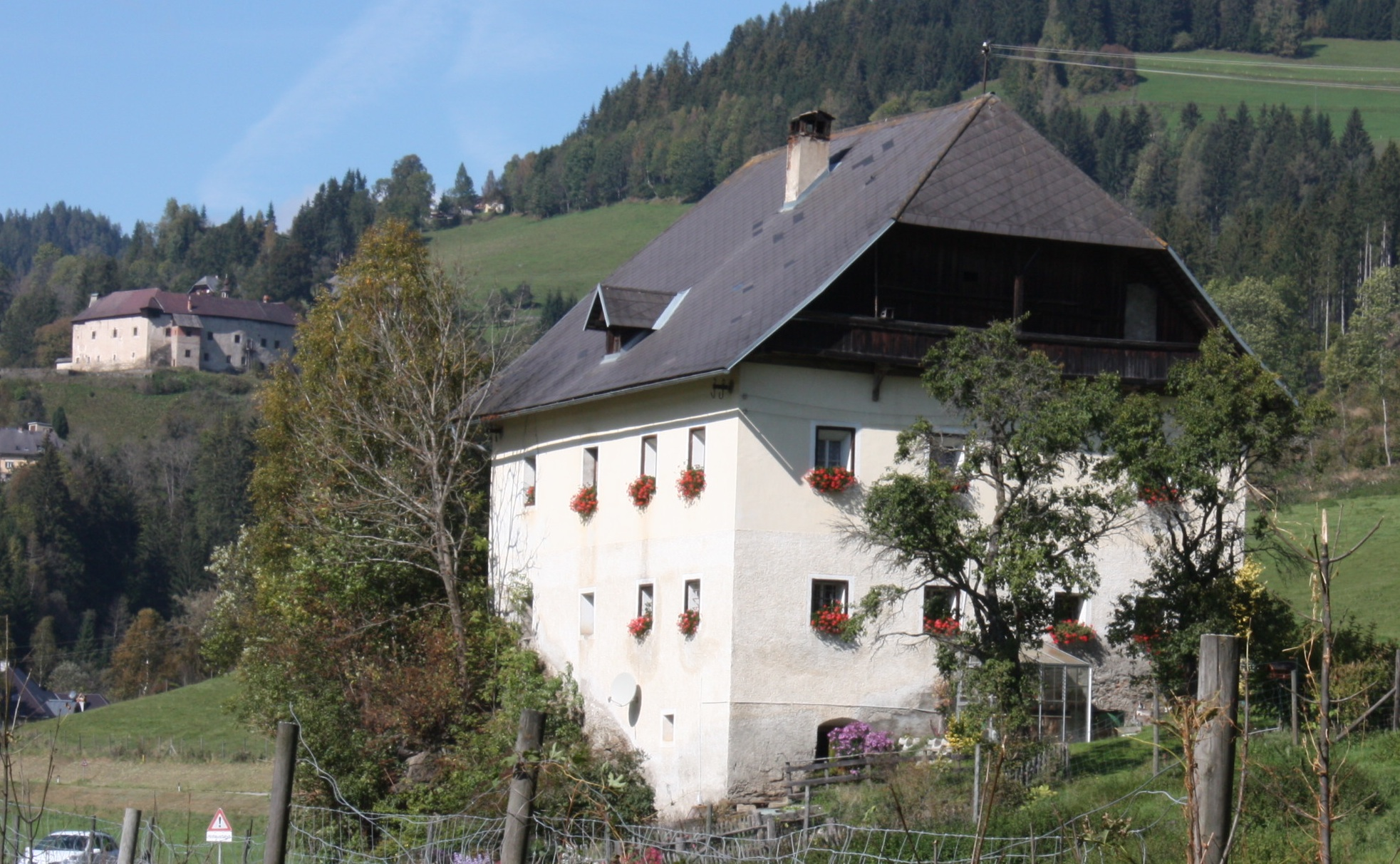
Stegerhof